# Gestetner

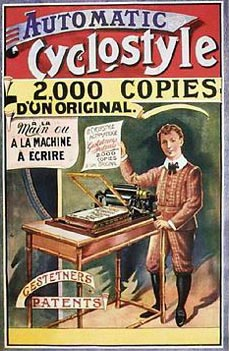
Reklama Gestetnera

Gestetner – firma nazwana od nazwiska Davida Gestetnera, wynalazcy maszyny kopiującej. Obecnie Gestetner jest częścią firmy Ricoh, będąc częścią grupy NRG. NRG oznacza Nashuatec, Rex Rotary, Gestetner.